# Трамплін (програмування)
«Трамплін» (en. «Trampoline») є одним з методів в програмуванні, що пов'язаний з «плиганням» між разними частинами коду. Метод притаманний програмуванню мовами низького рівня. «Батути» (іноді наз. «jump-вектори») — це локації в пам'яті, що містять посилання на сервіси переривання процесів. Процес виконання швидко «плигає» в трамплін та одразу повертається в попереднє місце.

## Програмування високого рівня

### Java
В мові програмування Java трамплін пов'язаний з використанням рефлексії з тим, щоб не використовувати внутрішні класи. Підхід "трамплін" дозволяє створювати рекурсивні алгоритми без впливу на стек пам'яті.

### Функціональне програмування
Підхід використовується в функціональних мовах програмцвання, як Lisp-подібних - це цикл який ітеративно визиває інші функції (стиль передачі "продовження виконання").
1. ↑  Trampoline. Java Design Patterns (амер.). Процитовано 8 березня 2023.